# ベイヤー・ピーコック

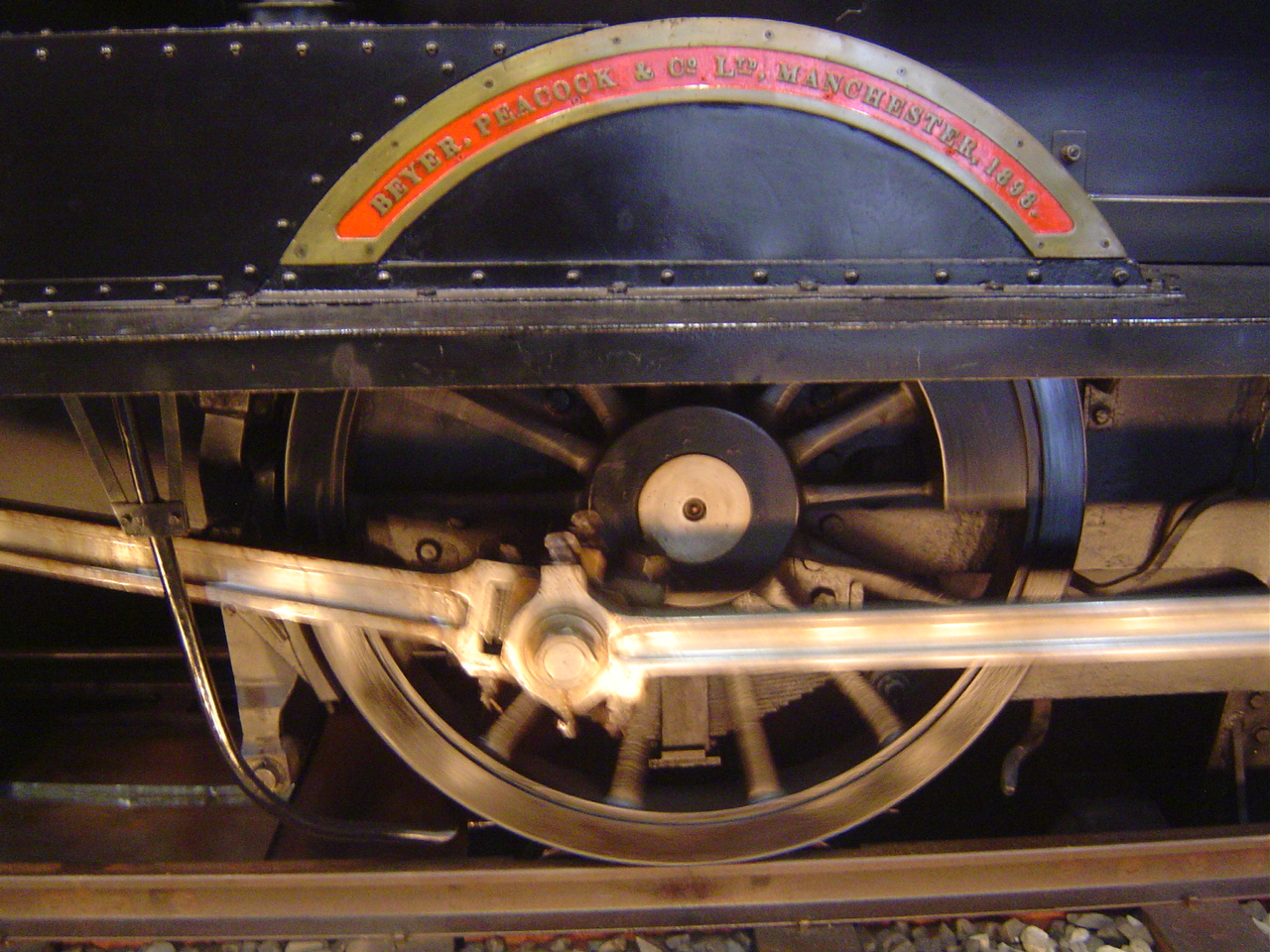
東武鉄道B1形5号機の製造銘板。機関車のデザインと一体化した優美なものである。

ベイヤー・ピーコック(Beyer, Peacock & Co. Ltd.,)は、イギリス・マンチェスターに存在した鉄道車両メーカー。チャールズ・ベイヤーとリチャード・ピーコックの2人によって創業、1854年から1966年の間に8000両余りの蒸気機関車、スチームトラム、ディーゼル機関車などを生産した。
また、ウィリアム・ガーラット技師の考案した関節式蒸気機関車（ガーラット式蒸気機関車）のライセンスホルダーとして知られ、1909年にタスマニア向けに出荷された第1号機（軸配置B+B、製番5292）から1958年出荷のナミビア向け最終機（軸配置1C1+1C1、製番7868）まで、1,000両以上を北米大陸を除く世界各国に輸出した。
このメーカーで製造されたテンダー機関車は、日本では「ピーテン」（ピーコック社製のテンダー機の略）と呼ばれている。
1949年にメトロポリタン・ヴィッカース社との合弁会社を設立し、イギリス国鉄向けに82形電気機関車の製造を行った。
ディーゼル機関車としては、液体式の35形ディーゼル機関車、電気式の25形ディーゼル機関車、他社製造の下請であるものの17形ディーゼル機関車を製造した。最終的に1966年に廃業した。

## 日本に輸入されたベイヤー・ピーコックの蒸気機関車

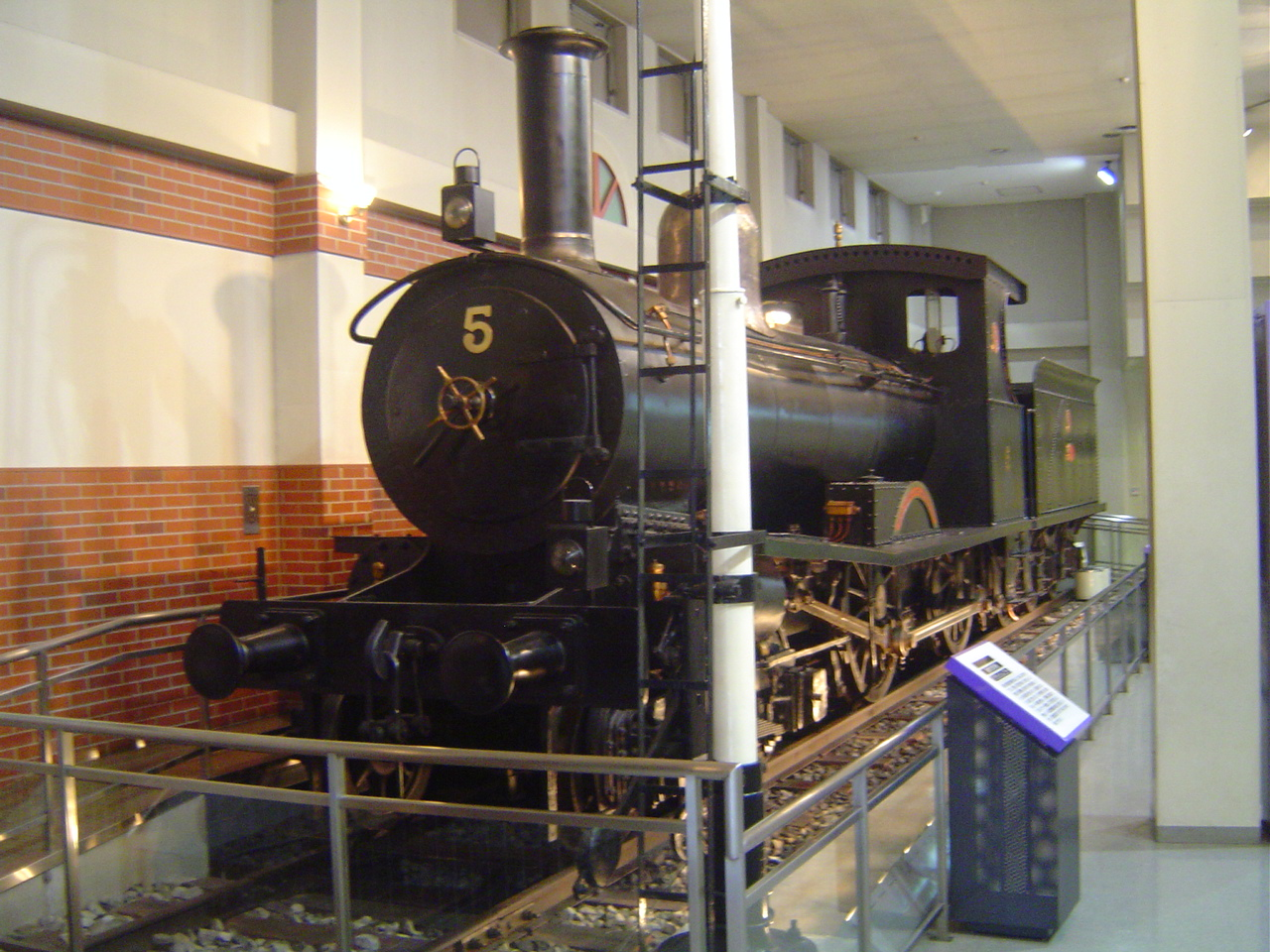
東武鉄道5号機関車

国鉄（当時の鉄道省）、私鉄を問わず輸入され、日本の鉄道の黎明期を支えた。

太字の車両名は「ピーテン」と呼ばれているテンダー機関車。カッコ内に発注した会社と形式を示す。ただし、斜体字の車両名は準同形機である。
- 鉄道院3200形（日本鉄道P3/5形）
製造初年：1904年、軸配置：2-6-2（1C1）。日本鉄道が導入した、勾配線用重タンク機。
- 鉄道院3920形（鉄道作業局C2形）
製造初年：1892年、軸配置：2-6-0（1C）。官設鉄道信越線の横川～軽井沢間（碓氷峠）で使用されたアプト式機関車。
- 鉄道院3950形（鉄道作業局C3形）
製造初年：1895年、軸配置：2-6-2（1C1）。官設鉄道が導入した3920形の改良形。
- 鉄道院5300形（鉄道作業局D5形、山陽鉄道3形）
製造初年：1882年、軸配置：4-4-0（2B）。官設鉄道、山陽鉄道が導入した旅客用テンダー機。
- 鉄道院5490形（鉄道作業局D3形）
製造初年：1882年、軸配置：4-4-0（2B）。官設鉄道が導入した旅客用機関車。輸入当初はタンク機であったが、後にテンダー式に改造された。総数2両。
- 鉄道院5500形（鉄道作業局D6形、日本鉄道Pbt2/4形、東武鉄道B1形）
製造初年：1883年、軸配置：4-4-0（2B）。官設鉄道、日本鉄道、東武鉄道が導入した旅客用テンダー機。総数82両を数える「ピーテン」の代表格。
- 鉄道院5600形（日本鉄道Pbt2/4形、東武鉄道B3形）
製造初年：1889年、軸配置：4-4-0（2B）。日本鉄道が導入した5500形の改良形。ベルペア火室が特徴。日本鉄道では18両が使用されたが、1915年に東武鉄道が準同形機6両を導入し、日本におけるベイヤー・ピーコック製のみならず、イギリス製蒸機の最終形式となった。
- 鉄道院7700形（鉄道作業局E4形、北海道鉄道C1形）
製造初年：1894年、軸配置：2-6-0（1C）。官設鉄道、北海道鉄道が導入した勾配線用テンダー機。ベルペア火室とテンダー機でありながらサイドタンクを装備するのが特徴（官設鉄道の車両のみ）。

以下に掲げるのは、他社製品と同仕様で製造されたもの。
- 鉄道局形式I（東京市役所、東武鉄道A1形）
製造初年：1892年、軸配置：0-6-0（C）。ナスミス・ウィルソン製の工事用タンク機（1100形）と同系。導入数は東京市2両、東武鉄道2両。
- 鉄道院1900形（日本鉄道P3/3形）
製造初年：1896年、軸配置：0-6-0（C）。キットソン製の勾配線用タンク機（1800形）と同系。
- 鉄道院7080形（日本鉄道Pt3/4形）
製造初年：1902年、軸配置：0-6-2（C1）。ダブス製の勾配線用テンダー機（7050形）と同系。日本鉄道が導入した。ベルペア火室を備える。総数6両。

## その他ベイヤー・ピーコック製の機関車
- メトロポリタン鉄道A形蒸気機関車
- ローデシア鉄道クラス15蒸気機関車
- LMS 8F形蒸気機関車（製造分の一部がベイヤー・ピーコックであった）
- 南満洲鉄道 テホサ形